# Nehuén Pérez
Pour les articles homonymes, voir Pérez.
Nehuén Pérez, né le 24 juin 2000 à Hurlingham, est un footballeur international argentin. Il évolue au poste de défenseur au FC Porto.

## Biographie

### En club
Il rejoint les catégories jeunes de l'Argentinos Juniors en 2007. Il joue son premier match avec les pros le 9 mai 2018, en Coupe d'Argentine contre l'Independiente de Chivilcoy.

### Atlético de Madrid
En juillet 2018, il signe en faveur de l'Atlético Madrid, mais reste une saison supplémentaire à l'Argentinos Juniors, sous forme de prêt.

### Grenade CF
Pour la saison 2020-2021, le jeune défenseur central argentin rejoint sous forme de prêt le club espagnol FC Grenade. Il prend part a plus d'une vingtaine de rencontres officielles.

### Udinese Calcio
Lors de la saison 2021-2022, Nehuén Pérez part pour l'Italie et rejoint sous forme de prêt le club italien de l'Udinese.

#### Prêt au FC Porto (2024-2025)
Le 30 août 2024, le FC Porto annonce avoir trouvé un accord avec l'Udinese pour le prêt payant du défenseur central argentin contre la somme de 4,1 M€. Ce même accord inclus une option d'achat d'un montant de 13,3 M€. Le 15 septembre 2024, floqué du numéro 24, il dispute son premier match sous ses nouvelles couleurs, au Estádio do Dragão, lors de la 5e journée du championnat du Portugal contre le SC Farense (2-1).

### En sélection
Avec l'équipe d'Argentine des moins de 17 ans, il participe au championnat sud-américain des moins de 17 ans en début d'année 2017. Lors de cette compétition, il joue quatre matchs. Les Argentins n'enregistrent qu'une seule victoire, face au Pérou.
Avec l'équipe d'Argentine des moins de 20 ans, il participe au championnat sud-américain des moins de 20 ans en début d'année 2019. Lors de cette compétition, il officie comme capitaine et joue huit matchs. Les Argentins terminent deuxième du tournoi, derrière l'Équateur.
Il participe ensuite quelques mois plus tard à la Coupe du monde des moins de 20 ans organisée en Pologne. Lors du mondial junior, il est de nouveau capitaine et trois quatre matchs. Il se fait remarquer en délivrant une passe décisive contre l'Afrique du Sud, puis en inscrivant un but contre le Portugal. Les Argentins s'inclinent en huitièmes de finale face au Mali, après une séance de tirs au but.

## Statistiques
| Saison                | Club                      | Championnat           | Championnat | Championnat | Championnat | Coupe nationale | Coupe nationale | Coupe nationale | Coupe de la Ligue | Coupe de la Ligue | Coupe de la Ligue | Supercoupe | Supercoupe | Supercoupe | Compétition(s) continentale(s) | Compétition(s) continentale(s) | Compétition(s) continentale(s) | Compétition(s) continentale(s) | Coupe du monde des clubs | Coupe du monde des clubs | Coupe du monde des clubs | Total | Total | Total |
| Saison                | Club                      | Division              | M.          | B.          | P.d.        | M.              | B.              | P.d.            | M.                | B.                | P.d.              | M.         | B.         | P.d.       | Comp.                          | M.                             | B.                             | P.d.                           | M.                       | B.                       | P.d.                     | M.    | B.    | P.d.  |
| 2017-2018             | Argentinos Juniors        | Primera División      | -           | -           | -           | 1               | 0               | 0               | -                 | -                 | -                 | -          | -          | -          | -                              | -                              | -                              | -                              | -                        | -                        | -                        | 1     | 0     | 0     |
| Sous-total            | Sous-total                | Sous-total            | 0           | 0           | 0           | 1               | 0               | 0               | 0                 | 0                 | 0                 | 0          | 0          | 0          | -                              | 0                              | 0                              | 0                              | 0                        | 0                        | 0                        | 1     | 0     | 0     |
| 2018-2019             | Atlético de Madrid        | LaLiga                | -           | -           | -           | -               | -               | -               | -                 | -                 | -                 | -          | -          | -          | -                              | -                              | -                              | -                              | -                        | -                        | -                        | 0     | 0     | 0     |
| 2018-2019             | Argentinos Juniors (prêt) | Primera División      | 3           | 0           | 0           | -               | -               | -               | -                 | -                 | -                 | -          | -          | -          | -                              | -                              | -                              | -                              | -                        | -                        | -                        | 3     | 0     | 0     |
| 2019-2020             | FC Famalicão (prêt)       | Primeira Liga         | 23          | 1           | 0           | 2               | 0               | 0               | 1                 | 0                 | 0                 | -          | -          | -          | -                              | -                              | -                              | -                              | -                        | -                        | -                        | 26    | 1     | 0     |
| 2020-2021             | Grenade CF (prêt)         | LaLiga                | 14          | 0           | 0           | 5               | 0               | 0               | -                 | -                 | -                 | -          | -          | -          | C3                             | 7                              | 0                              | 0                              | -                        | -                        | -                        | 26    | 0     | 0     |
| 2021-2022             | Udinese Calcio (prêt)     | Serie A               | 20          | 0           | 1           | 2               | 0               | 0               | -                 | -                 | -                 | -          | -          | -          | -                              | -                              | -                              | -                              | -                        | -                        | -                        | 22    | 0     | 1     |
| Sous-total            | Sous-total                | Sous-total            | 60          | 1           | 1           | 9               | 0               | 0               | 1                 | 0                 | 0                 | 0          | 0          | 0          | -                              | 7                              | 0                              | 0                              | 0                        | 0                        | 0                        | 77    | 1     | 1     |
| 2022-2023             | Udinese Calcio            | Serie A               | 34          | 2           | 0           | 2               | 2               | 0               | -                 | -                 | -                 | -          | -          | -          | -                              | -                              | -                              | -                              | -                        | -                        | -                        | 36    | 4     | 0     |
| 2023-2024             | Udinese Calcio            | Serie A               | 36          | 0           | 0           | -               | -               | -               | -                 | -                 | -                 | -          | -          | -          | -                              | -                              | -                              | -                              | -                        | -                        | -                        | 36    | 0     | 0     |
| 2024-2025             | Udinese Calcio            | Serie A               | 2           | 0           | 0           | 1               | 0               | 0               | -                 | -                 | -                 | -          | -          | -          | -                              | -                              | -                              | -                              | -                        | -                        | -                        | 3     | 0     | 0     |
| 2024-2025             | FC Porto (prêt)           | Primeira Liga         | 25          | 1           | 2           | 2               | 0               | 0               | 2                 | 0                 | 0                 | -          | -          | -          | C3                             | 9                              | 0                              | 0                              | 1                        | 0                        | 0                        | 39    | 1     | 2     |
| Sous-total            | Sous-total                | Sous-total            | 97          | 3           | 2           | 5               | 2               | 0               | 2                 | 0                 | 0                 | 0          | 0          | 0          | -                              | 9                              | 0                              | 0                              | 1                        | 0                        | 0                        | 114   | 5     | 2     |
| 2025-2026             | FC Porto                  | Primeira Liga         | 2           | 0           | 0           | -               | -               | -               | -                 | -                 | -                 | -          | -          | -          | -                              | -                              | -                              | -                              | -                        | -                        | -                        | 2     | 0     | 0     |
| Total sur la carrière | Total sur la carrière     | Total sur la carrière | 159         | 4           | 3           | 15              | 2               | 0               | 3                 | 0                 | 0                 | 0          | 0          | 0          | -                              | 16                             | 0                              | 0                              | 1                        | 0                        | 0                        | 194   | 6     | 3     |

## Palmarès

### En sélection nationale
Equipe d'Argentine Olympique
- Vainqueur du Tournoi pré-olympique de la CONMEBOL 2020.

 Equipe d'Argentine U20
- Vice-champion du Championnat de la CONMEBOL de football des moins de 20 ans 2019.